# Беки Чеймбърс
Беки Чеймбърс (на английски: Becky Chambers) е американска писателка на произведения в жанра научна фантастика.

## Биография и творчество
Родена е в Калифорния, САЩ. Родителите ѝ работят към космическата индустрия – майка ѝ е астробиолог, а баща ѝ е авиоиженер по програмата „Аполо“. Учи сценични изкуства, след което работи в театралната администрация. После се насочва към писането и работи като технически писател и редактор за списания, сред които „Мери Сю“ или „Tor.com“. Живяла е в Шотландия и Рейкявик, Исландия.
Първият ѝ роман „Дългият път към една малка ядосана планета“ от поредицата „Пътешественици“ е публикуван през 2014 г. Космически кораб за създаване на космически тунели скача от планета на планета. Девет различни герои, сред които търсещата млада жена Розмари Харпър, извънземен пилот, и капитан пацифист, ще се обединят в едно вълнуващо приключение оставило своя белег в необятната вселена. Първоначално тя издава книгата си сама през 2012 г. чрез „Kickstarter.com“, но след успеха ѝ, е потърсено от издателствата. Книгата е оценена за третирането на проблемите на ЛГБТ и равенството между половете, както и за огромния си свят и триизмерните си герои. Номинирана е за наградата „Артър Кларк“.
Втората книга от поредицата „A Closed and Common Orbit“ е номинирана за наградите „Хюго“ и „Артър Кларк“.
Чеймбърс е открита лесбийка. На „Worldcon“ се запознава със своята съпруга. Беки Чеймбърс живее със семейството си в Калифорния.

## Произведения

### Серия „Пътешественици“ (Wayfarers)
1. The Long Way to a Small, Angry Planet (2014)
Дългият път към една малка ядосана планета, изд.: „Артлайн Студиос“, София (2016), прев. Йоана Гацова
2. A Closed and Common Orbit (2016)
Орбита, близка и познатар, изд.:„Артлайн Студиос“, София (2020), прев. Деница Райкова
3. Record of a Spaceborn Few (2018)
Архив на малцината, родени в космоса, изд.: „Артлайн Студиос“, София (2021), прев. Деница Райкова
4. The Galaxy, and the Ground Within (2021) Галактиката и земята там отвътре, изд.: „Артлайн Студиос“, София (2021), прев. Деница Райкова

### Серия „Монк и робота“ (Monk & Robot)
1. A Psalm for the Wild-Built (2021)

### Самостоятелни романи
- The Vela: The Complete Season 1 (2020) – със С. Л. Хуанг, Йон Ха Лий и Ривър Соломон

### Новели
- To Be Taught, If Fortunate (2019)

### Документалистика
- Whole body vibration: the future of good heath (2016)